# Барила (Мантова)
Барила је насеље у Италији у округу Мантова, региону Ломбардија.
Према процени из 2011. у насељу је живело 6 становника. Насеље се налази на надморској висини од 92 м.